# 25913 Jamesgreen
25913 Jamesgreen è un asteroide della fascia principale. Scoperto nel 2001, presenta un'orbita caratterizzata da un semiasse maggiore pari a 2,6833561 UA e da un'eccentricità di 0,1957385, inclinata di 12,18022° rispetto all'eclittica.